# Daniel Semcesen

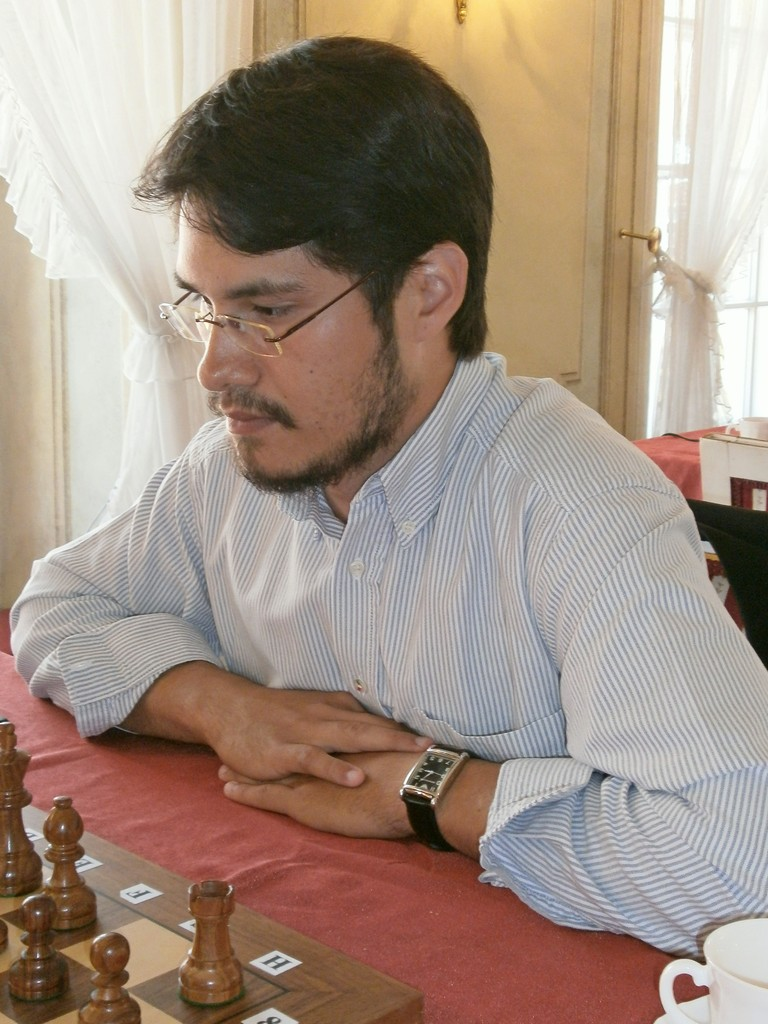
Daniel Semcesen vann SM i schack 2014.

Daniel Semcesen, född 17 augusti 1986, är en svensk schackspelare och stormästare. Daniel Semcesen tävlar för Helsingborgs ASK.
Han blev stormästare i februari 2014, då han nådde kravet på 2500 i ELO-rating i turneringen Brønshøj Lang Weekend. Semcesen hade dessförinnan tagit de tre stormästarinteckningarna.
Just 2014 kom att bli Daniel Semcesens dittills framgångsrikaste schackår. Bara fem månader efter stormästartiteln blev Lund-spelaren svensk mästare i schack 2014. Han säkrade titeln genom att spela remi mot Erik Blomqvist i den nionde och sista ronden i Borlänge. Semcesens SM-seger var en överraskning då han sett till rating var rankad nia i SM-gruppens startfält på tio man. I maj det året nådde Semcesen sin hittills högsta ELO-rating: 2513.
I SM 2015 lyckades inte Daniel Semcesen upprepa triumfen från året innan i SM-gruppen. Han kom på åttonde plats. Svensk mästare blev Nils Grandelius. Semcesen tävlar i SM i Uppsala 16–24 juli 2016 i SM-gruppen, som nu i samarbete med Erik Penser, bytt namn till Sverigemästarklassen.
Daniel Semcesen spelade sitt första schack-SM 1999 som 13-åring, då i klassen minior-SM. Semcesen representerade den gången schackklubben SK Team Viking, och han slutade på 16:e plats av 53 spelare.
Vad gäller andra turneringar på svensk mark har Semcesen nått höga totalplaceringar i Svenskt Grand Prix. Han blev åtta säsongen 2014/2015, och kom på fjärde plats säsongen 2015/2016.
Daniel Semcesens stora hobby utanför schacket är slacklining, att gå på lina.